# Die Habenichtse (Film)
Die Habenichtse ist ein deutsches Filmdrama aus dem Jahr 2016 mit Julia Jentsch und Sebastian Zimmler in den Hauptrollen. Es basiert auf dem gleichnamigen, 2006 erschienenen Roman von Katharina Hacker. Der Film zeigt, wie sich das Leben zweier junger Menschen nach den Terroranschlägen am 11. September 2001 verändert.

## Handlung
Hans und Jakob sind zwei junge Anwälte, die im Jahr 2001 in Berlin leben. Als sich die beiden in einem Lokal treffen, entdeckt Jakob in einem Magazin einen Veranstaltungshinweis für eine Vernissage mit einer Abbildung von Isabelle. Sie war seine große Liebe aus der Studienzeit; danach verloren sich die beiden jedoch aus den Augen. Hans ermuntert Jakob, die Vernissage zu besuchen. Er selbst kann nicht mitkommen, da er am 11. September einen Termin im World Trade Center in New York City wahrnehmen muss. Während Jakob wie erhofft am darauffolgenden Abend auf Isabelle trifft, kommt Hans bei dem Terroranschlag ums Leben.
Fortan überschattet dieser Todesfall die neu aufflammende Beziehung der beiden. Jakob erhält das Angebot, an Stelle von Hans eine neue Stelle in London zu übernehmen. Er bittet Isabelle, die als freie Grafikerin für Kinderbücher in Berlin arbeitet, ihn zu begleiten. Die beiden heiraten und Isabelle folgt ihm in das Vereinigte Königreich. Ihre Beziehung ist jedoch einer hohen Belastung ausgesetzt. Jakob versucht vergeblich, sich über die Arbeit vom Tod seines Freundes abzulenken. Isabelle gelingt es nicht, beruflich in dem neuen Land Fuß zu fassen. Sie beginnt eine unheilvolle Beziehung mit dem Dealer Jim, der ihr aber auch nicht die erwartete Erfüllung geben kann.
Beide stellen fest, dass ihr Leben zunehmend aus den Fugen gerät und sie kurz davor sind, ihre Beziehung zu verlieren. Am Ende des Films versuchen beide einen gemeinsamen Neuanfang.

## Rezeption
Caroline Weidner weist in Spiegel Online darauf hin, dass der Film „eine ganze Menge von seinem Publikum“ verlange, da er riskiere, ins „Schwimmen“ zu geraten. Sie lobt jedoch auch die „gewisse Körperlichkeit und Affektbereitschaft, die in der Figur der Isabelle angelegt“ sei. In Summe sei dies jedoch nur ein „mittelgroßer Trost bei einem Film, der noch nicht einmal schlechte Laune verbreiten will, weil das schon wieder zu eindeutig wäre.“ Katharina Grimnitz von der Filmzeitschrift epd Film bemängelt zwar, dass „manche Dialoge überbedeutsam“ wirkten, ihr gefallen jedoch die „großartigen visuellen Lösungen“.